# 페기 플레밍
페기 게일 플레밍(영어: Peggy Gail Fleming, 1948년 7월 27일 ~ )은 미국의 은퇴한 피겨 스케이팅 선수이다. 1968년 동계 올림픽 여자 싱글 부문에서 우승했고 세계 선수권 대회에서 3번 우승했다(1966-1968).

## 생애 및 선수경력
그녀는 9세때 스케이트를 처음 신었다. 페기가 12세때, 그녀의 코치 윌리엄 킵은 1961년 세계 피겨 스케이팅 선수권 대회도중에 사베나 비행기 548의 추락사고로 사망했다. 플레밍은 그 후 카를로 파시의 지도를 받았다. 플레밍은 올림픽에서 우승한후 프로로 전향했다.